# Couleuvre
Pour les articles homonymes, voir Couleuvre (homonymie).
Taxons concernés
Plusieurs espèces parmi les
- Colubridae
- Dipsadidae
- Natricidae
- Lamprophiidaemodifier

Couleuvre est un nom vernaculaire ambigu désignant de nombreuses espèces de serpents généralement non venimeux, à la différence des vipères avec laquelle elle est souvent confondue. La progéniture de la couleuvre est le couleuvreau.
Les couleuvres appartiennent pour l'essentiel aux familles des Colubridae, des Dipsadidae, des Natricidae et des Lamprophiidae, ces familles étant autrefois rassemblées dans la seule famille des Colubridae. Mais d'autres noms français peuvent servir à désigner diverses espèces de ce vaste groupe : coronelles (genre Coronella), serpents ratiers (traduction de l'anglais ratsnake désignant l'ancien genre Elaphe au sens large, Boiga, Ptyas et Spilotes entre autres), serpents volants (genre Chrysopelea), serpents rois (genre Lampropeltis), etc. De plus de nombreuses espèces de ce groupe n'ont pas de nom vernaculaire en français.
Le terme « couleuvre » est aussi utilisé en Guyane pour désigner certains Boidae.

## Étymologie
Le mot vient du latin coluber/colubra de sens analogue. Au sens figuré, il est employé pour une « insinuation malicieuse ou perfide », ou un désagrément imposé.

## Faire la différence entre une couleuvre et une vipère
Les critères fréquemment employés pour différencier couleuvres et vipères en Europe occidentale ne sont pas toujours opérants. Les couleuvres ne possèdent pas toujours une tête ovale, elle peut être plus triangulaire, surtout à l'âge adulte, tandis que les vipères n'ont pas toujours une tête bien triangulaire (« la tête en V »). La coloration dorsale en zigzags, souvent attribuée aux vipères, est présente chez certaines couleuvres, en particulier chez la couleuvre vipérine, totalement inoffensive, qui ressemble beaucoup aux vipères, alors que ces motifs peuvent à l'inverse avoir tendance à disparaître chez certaines vipères. Les couleuvres ont, à partir du cloaque, une queue plus ou moins longue et effilée selon les espèces alors que les vipères ont une queue assez courte et plus distincte du corps, mais ce caractère n'est pas très appréciable chez une vipère assez mince. Les couleuvres ont neuf grosses écailles sur le dessus de la tête et des écailles supralabiales (écailles assez grandes formant les lèvres supérieures) qui bordent directement les yeux. Alors que la vipère aspic se démarque par de nombreuses petites écailles sur le dessus de la tête et une à deux rangées de petites écailles (appelées écailles sous-oculaires) entre l'œil et les écailles supralabiales. La vipère péliade et d'autres espèces proches ont des écailles plus grandes sur la tête et une seule rangée d'écailles entre l’œil et les écailles labiales. Les vipères ont généralement un museau retroussé, alors qu'il est arrondi chez les couleuvres. Tous ces caractères ne doivent donc pas être considérés comme fiables par les personnes qui ne sont pas accoutumées à les utiliser.
La seule différence fiable pour les débutants, en Europe occidentale uniquement, est que les couleuvres ont toutes des pupilles rondes, alors que les vipères ont des pupilles nettement verticales. Cependant ce critère n'est absolument pas valable hors de l'Europe. Ailleurs dans le monde de nombreux serpents très dangereux ont des pupilles rondes, notamment les Elapidés, mais aussi quelques vipères comme les Causus en Afrique. Par ailleurs de nombreux colubridés inoffensifs hors d'Europe ont des pupilles verticales.

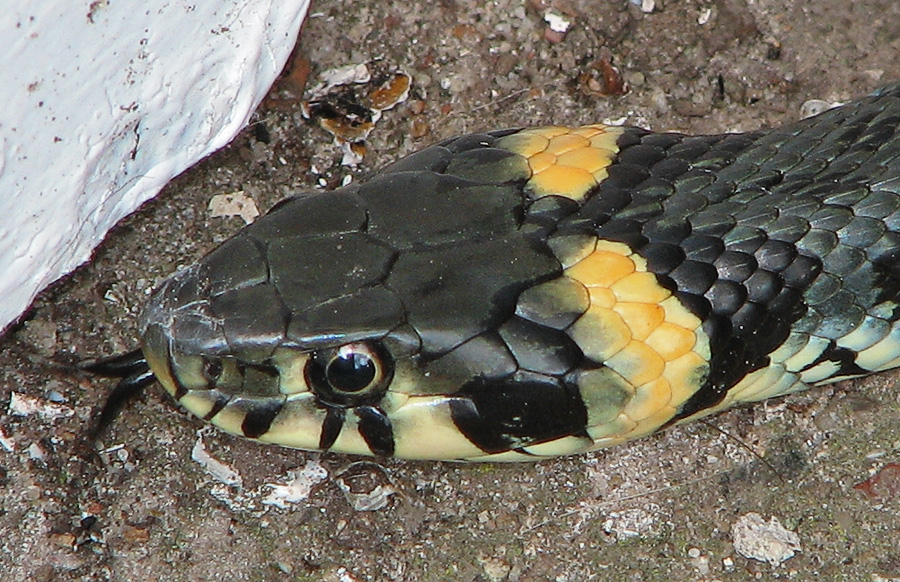
Couleuvre à collier.
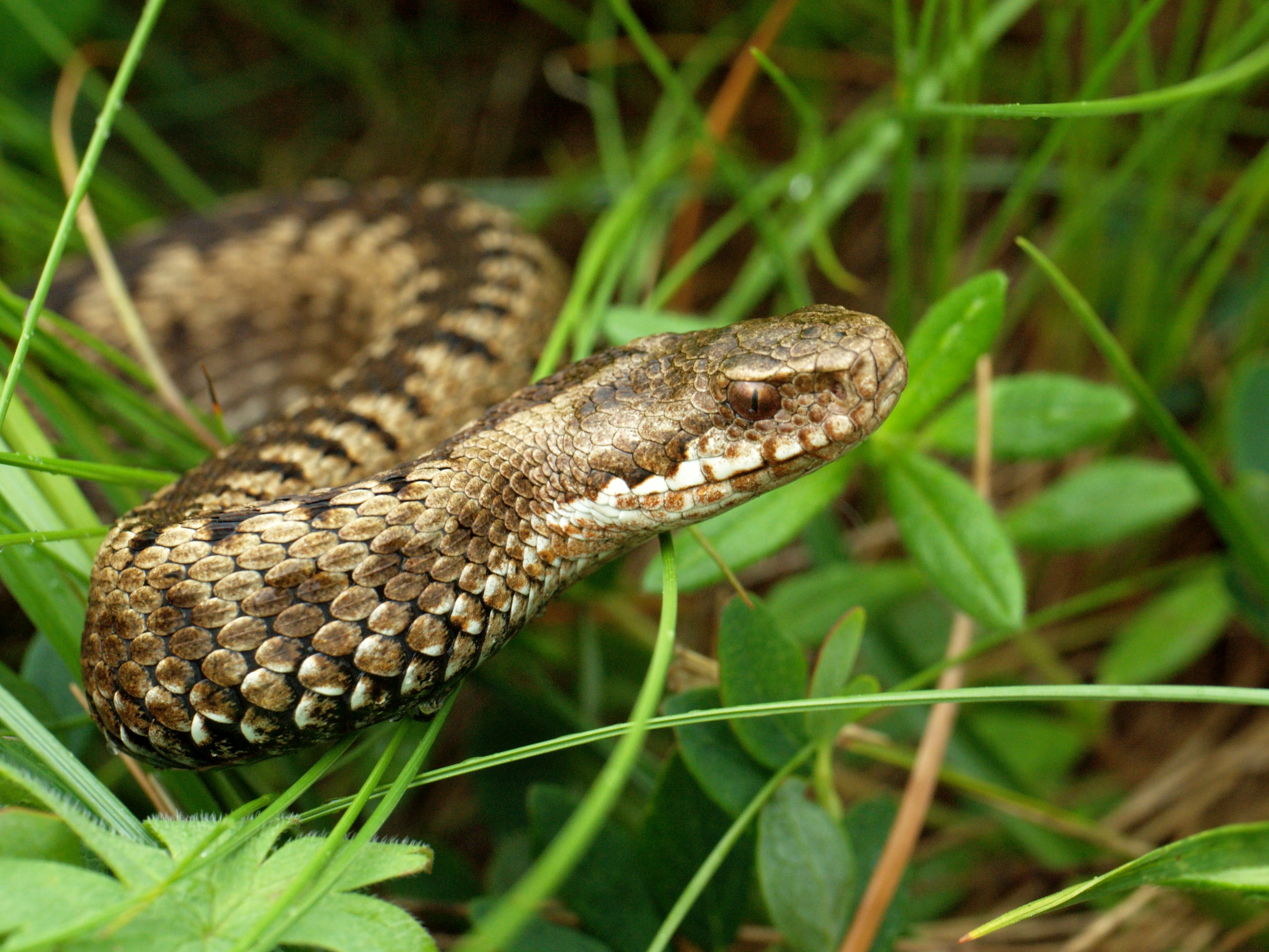
Vipère péliade.
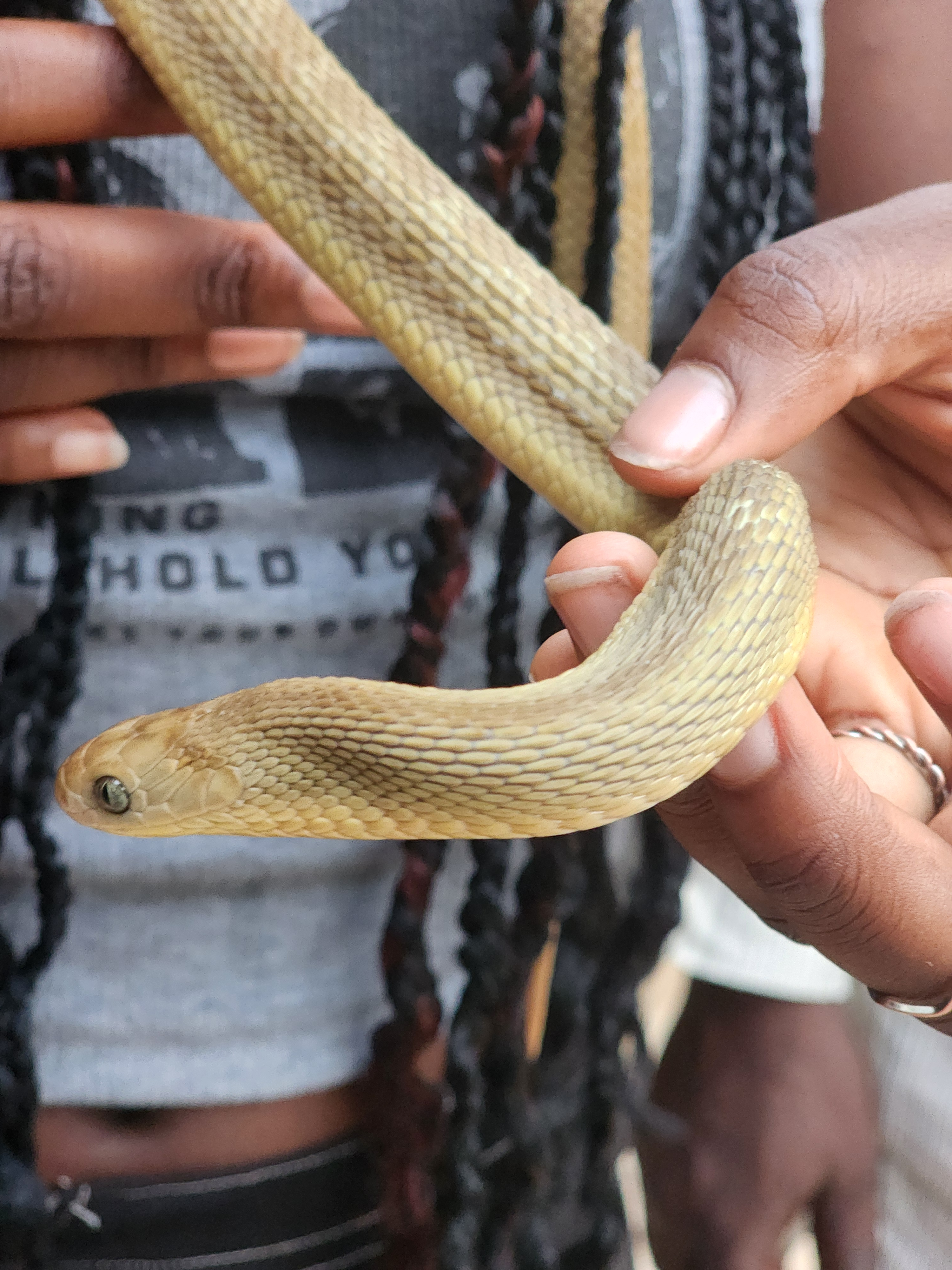
Couleuvre du genre Dasypeltis aussi appelée « serpent mangeur d’œufs »,  au Sénégal, à pupille verticale. Non venimeux.

## Les couleuvres et l'homme

### Venin
Bien que considérées comme non venimeuses pour l'homme, certaines couleuvres possèdent malgré tout des crochets à venin même si ce venin est nettement moins puissant que chez la plupart des autres serpents venimeux. Ces crochets, peu mobiles, sont situés au fond de la mâchoire supérieure et sont cannelés. Ils sont utilisés sur les proies prises dans la gueule de l'animal, et non pour mordre (exemple : la couleuvre de Montpellier)[réf. nécessaire].

### Légende des couleuvres qui tètent le lait
L’ophiophobie est à l'origine de nombreuses légendes. Dans les campagnes, les couleuvres entreraient dans les étables pour s'enrouler autour du pied d'une vache afin d'atteindre ses mamelles et téter goulûment le lait. Cette légende peut trouver sa source dans le fait que ces serpents trouvés dans l'étable finissent sous la bêche ou la fourche de l'éleveur, qui, en leur éclatant l'abdomen, dévoile un liquide blanchâtre évoquant le lait caillé (ce liquide correspond en fait au contenu cloacal blanchâtre et aux œufs blancs des femelles gravides). En réalité, les couleuvres pénètrent dans les étables pour la chaleur qui y règne, pour chasser les souris et éventuellement pour pondre leurs œufs dans le fumier chaud et humide.

## France métropolitaine
En France métropolitaine une dizaine d'espèces de serpents sont communément appelées « couleuvres ». Ces espèces se répartissent dans au moins deux familles bien distinctes, voire une troisième si l'on considère les Natricinae comme une famille séparée des Colubridae.
- famille des Colubridae :
  - sous-famille des Natricinae :

Le nombre et la disposition des écailles céphaliques font partie des caractères diagnostiques des espèces, notamment lorsque l'on découvre leur mue. La Couleuvre à échelons possède ainsi une écaille pré-oculaire, deux écailles post-oculaires et deux temporales. L'œil est en contact avec les quatrième et cinquième écailles supralabiales. L'écaille rostrale proéminente remonte entre les deux écailles internasales.

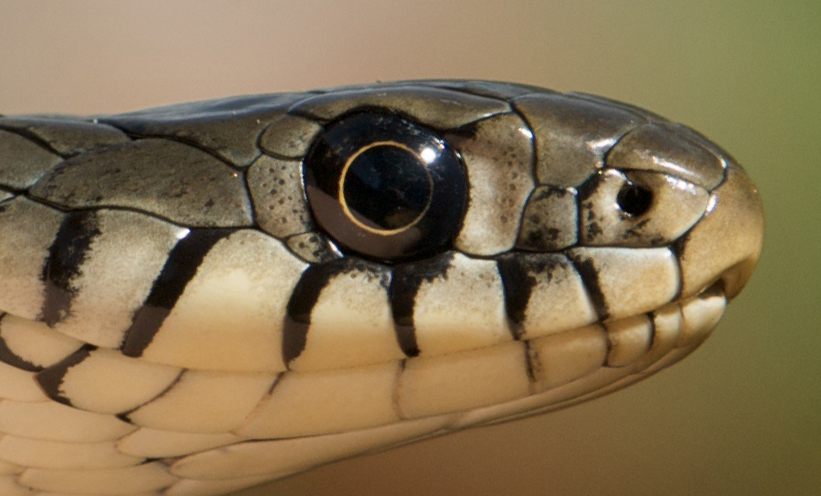
La Couleuvre à collier présente une écaille temporale, une écaille pré-oculaire et trois écailles post-oculaires. Les écailles internasales sont larges et rectangulaires. Les troisième et quatrième des sept écailles supralabiales touchent l'œil.

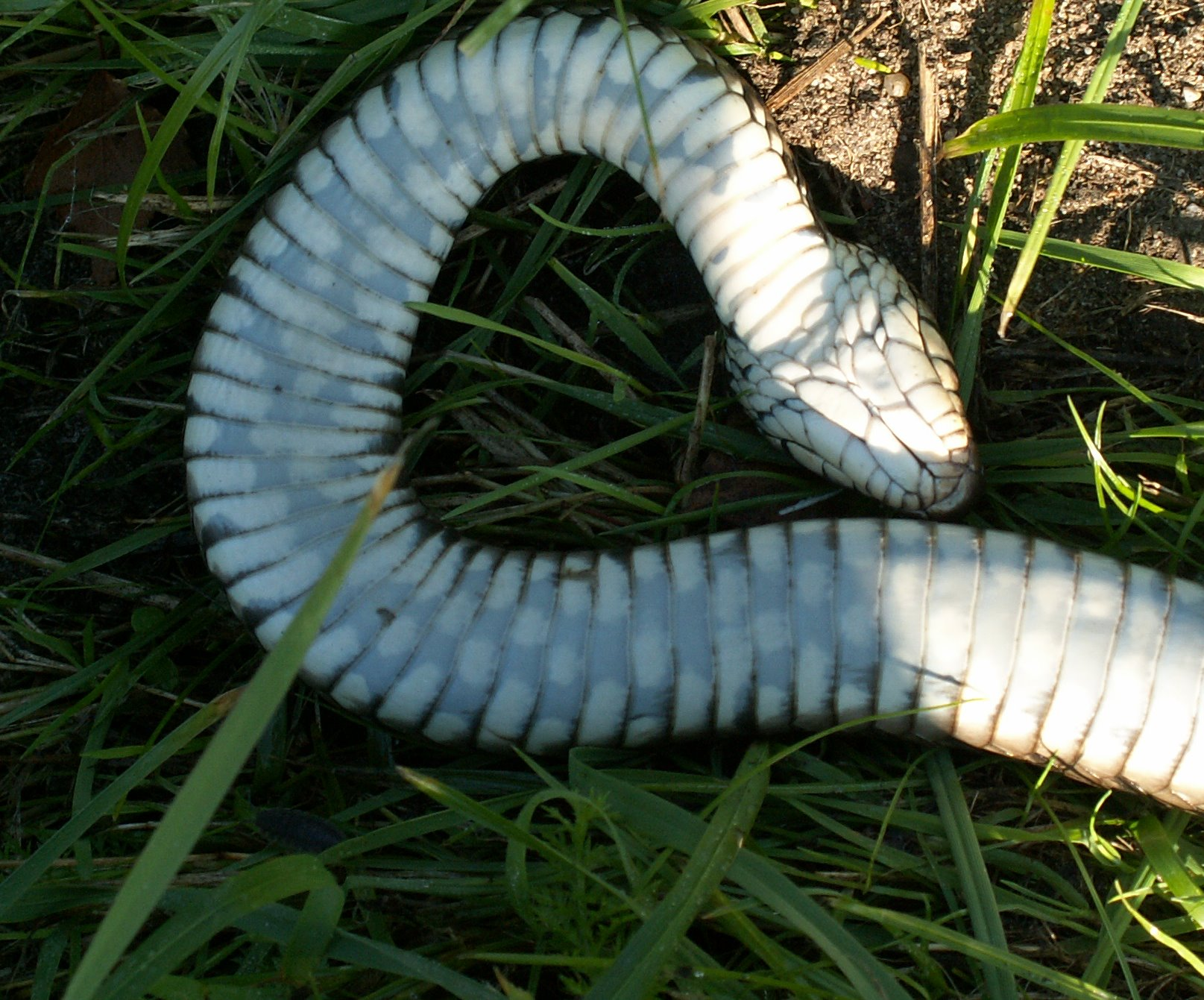
La Couleuvre à collier possède des écailles ventrales portant un motif franchement bicolore (damier noir et blanc mais ici atténué car l'épiderme se ternit avant la mue).

    - Couleuvre à collier ou helvétique -  Natrix helvetica
    - Couleuvre astreptophore ou Couleuvre à collier ibérique - Natrix astreptophora
    - Couleuvre vipérine - Natrix maura
    - Couleuvre tesselée - Natrix tessellata

  - sous-famille des Colubrinae :
    - Couleuvre verte et jaune - Hierophis viridiflavus
    - Coronelle lisse ou couleuvre lisse - Coronella austriaca
    - Coronelle girondine ou couleuvre bordelaise - Coronella girondica
    - Couleuvre d'Esculape - Zamenis longissimus
    - Couleuvre à échelons - Zamenis scalaris
- famille des Lamprophiidae :
  - sous-famille des Psammophiinae :
    - Couleuvre de Montpellier - Malpolon monspessulanus

## Guyane
En Guyane, le terme « couleuvre » désigne généralement de gros serpents de la famille des Boidae :
- « couleuvres d'eau » - les espèces d'anacondas (Eunectes deschauenseei et Eunectes murinus)
- « couleuvre de terre » - le boa constricteur (Boa constrictor)

## La Réunion
À La Réunion, les couleuvres ne sont pas venimeuses :
- Lycodon aulicus
- Typhlops braminus

## Suisse
- Couleuvres à collier - Natrix helvetica et Natrix natrix
- Couleuvre coronelle - Coronella austriaca
- Couleuvre d'Esculape - Zamenis longissimus
- Couleuvre tessellée - Natrix tessellata
- Couleuvre verte et jaune - Hierophis viridiflavus
- Couleuvre vipérine - Natrix maura

## Québec
Le Québec compte huit espèces de couleuvres :
- Couleuvre à collier américaine - Diadophis punctatus edwardsii
- Couleuvre à ventre rouge - Storeria occipitomaculata
- Couleuvre brune - Storeria dekayi
- Couleuvre d'eau - Nerodia sipedon
- Couleuvre mince - Thamnophis sauritus : une espèce qui se trouve à la limite nord de son aire de répartition au Québec. Certains ne la classent donc pas parmi les couleuvres du Québec.
- Couleuvre rayée - Thamnophis sirtalis
- Couleuvre tachetée - Lampropeltis triangulum
- Couleuvre verte - Opheodrys vernalis (syn. Liochlorophis vernalis)

## Expressions
- avaler des couleuvres : devoir faire ou accepter quelque chose que l’on ne veut pas.